# Royal Australian Engineers

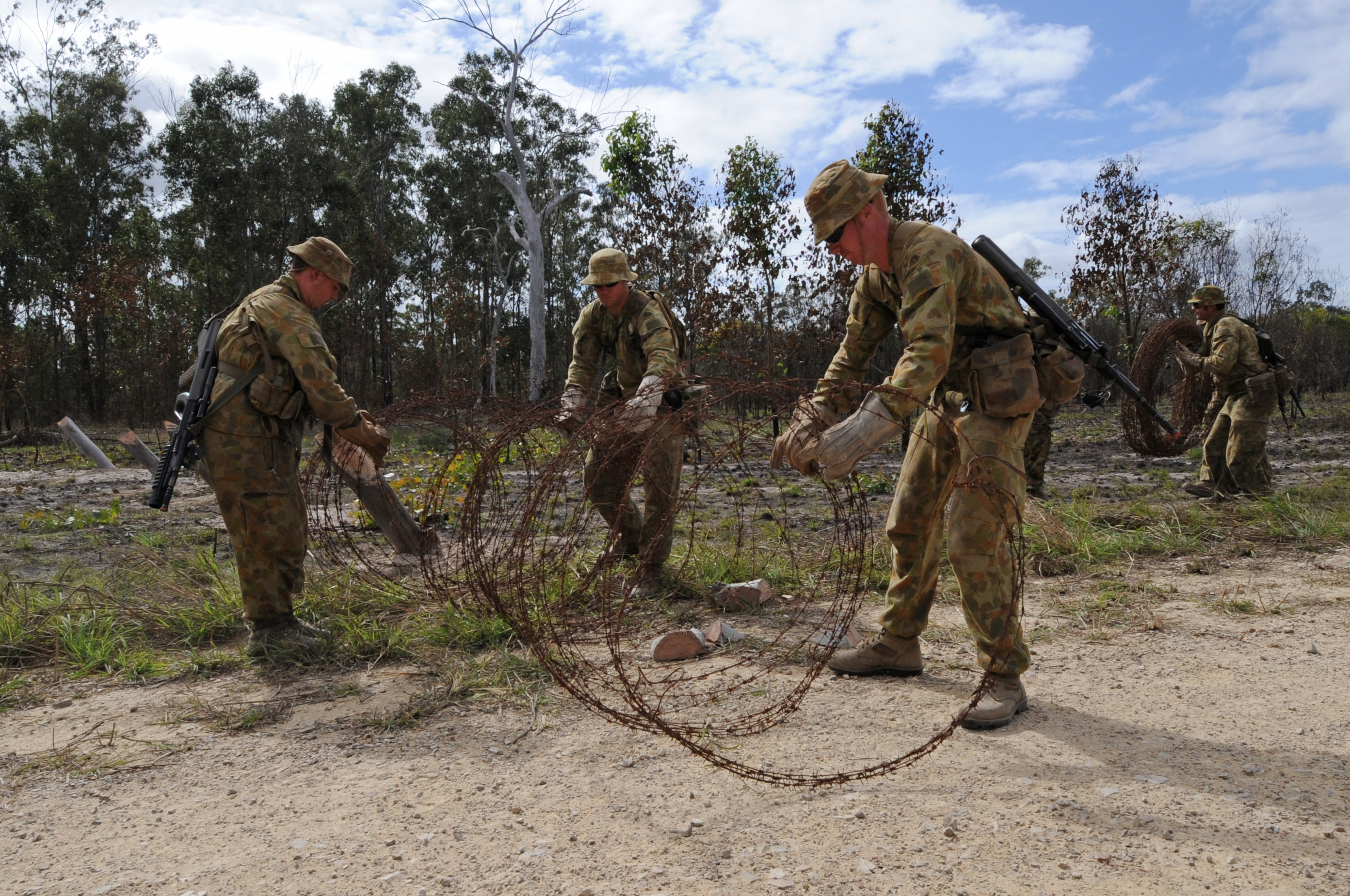
Des sapeurs des Royal Australian Engineers.

Les Royal Australian Engineers (RAE) sont le corps du génie militaire de l'armée australienne.
Le corps a été formé par la fusion des divers corps d'ingénieurs coloniaux des États et territoires d'Australie en 1902 et a depuis servi dans divers conflits, dont la Première Guerre mondiale, la Seconde Guerre mondiale et la guerre du Viêt Nam. Le corps a également participé à de nombreuses opérations de maintien de la paix et a été fortement impliqué dans la contribution australienne à la guerre d'Afghanistan.